# História da Colonização Portuguesa do Brasil
Die História da Colonização Portuguesa do Brasil (Geschichte der portugiesischen Kolonialisierung Brasiliens) ist ein portugiesisches Geschichtswerk in drei Bänden.

## Zum Werk
Das sich auf die Erforschung des 15. und 16. Jahrhunderts sowohl in der portugiesischen als auch in der brasilianischen Geschichte konzentrierende Werk wurde von der Litografia Nacional (Nationaldruckerei) in Porto zwischen 1921 und 1924 anlässlich der Gedenkfeierlichkeiten zum 100. Jahrestag der Unabhängigkeit Brasiliens veröffentlicht.
Es handelt sich um ein kollektives Werk von monumentaler Natur, das Studien einiger der wichtigsten portugiesischen und brasilianischen Historiker seiner Zeit wie Jaime Cortesão und Carlos Malheiro Dias vereint. Das Buchprojekt stand unter der Leitung und literarischen Koordination des portugiesischen Schriftstellers und Historikers Carlos Malheiro Dias, kartographischer Leiter war der portugiesische Wissenschaftler, Vizeadmiral, Professor und Geograph Ernesto de Vasconcelos, die künstlerische Leitung hatte der portugiesische Aquarellist Roque Gameiro. Es ist reich illustriert. Zu den darin enthaltenen Dokumenten gehören der Brief an König Manuel I. von Portugal (Carta ao Rei D. Manuel I de Portugal) von Pêro Vaz de Caminha, herausgegeben von Carolina Michaëlis de Vasconcelos, Professorin für Philologie an der Faculdade de Letras der Universität Coimbra, und das Faksimile von  D. Manuels Brief an die Katholischen Könige (Carta de D. Manuel aos Reis Católicos) vom 29. Juli 1501, zusammen mit seiner aktuellen Sprachversion.
Die einzelnen Bände behandeln die folgenden Themen:
1. Os precursores de Cabral („Die Vorläufer von Cabral“)
2. A epopéia dos litorail („Die Epopöie der Küsten“)
3. A Idade Média Brasileira („Das brasilianische Mittelalter“ – aus der Zeit zwischen 1521 und 1580).
Zu dem Projekt heißt es:

„A colônia portuguesa no Brasil, em comemoração às festas do primeiro centenário da independência, ofereceu esta obra, artística, científica e literária, em gratidão ao povo brasileiro. A ideia de elaborar a obra foi sugerida pela Câmara Portuguesa do Comércio e indústria do Pará, e apresentada no Rio de Janeiro à Grande Comissão Portuguesa pró Pátria. // dt. etwa "Dem brasilianischen Volk anlässlich der Feierlichkeiten zum 100. Jahrestag der Unabhängigkeit der portugiesischen Kolonie in Brasilien dieses künstlerische, wissenschaftliche und literarische Werk aus Dankbarkeit als Geschenk. Die Portugiesische Industrie- und Handelskammer von Pará schlug vor, die Arbeiten auszuarbeiten und präsentierte sie der Großen Portugiesischen Kommission Für das Vaterland in Rio de Janeiro."“

Souza Cruz stellte dem Ganzen eine Advertência voran.

## Ausgaben
- Carlos Malheiro Dias, Ernesto de Vasconcelos, Roque Gameiro: História da Colonização Portuguesa do Brasil. Edição monumental comemorativa do primeiro centenário da independência do Brasil. Litografia Nacional, Porto 1921/1923/1924 (Online abrufbare Digitalisate der drei Bände)